# Tulobuterol
Tulobuterol (Handelsname: Brelomax® Hersteller: Abbott Laboratories) ist ein Arzneistoff, der in der Behandlung und Verhütung von Atemnot bei Asthma bronchiale, chronischer obstruktiver Bronchitis und bronchopulmonalen Erkrankungen mit bronchospastischen Zuständen eingesetzt wird.

## Klinische Angaben

### Anwendungsgebiete (Indikationen)
Tulobuterol ist zur Verhütung und Behandlung von Atemwegserkrankungen, die mit einer Verengung der Atemwege durch Krämpfe der Bronchialmuskulatur einhergehen (obstruktive Atemwegserkrankungen) zugelassen.

### Art und Dauer der Anwendung
Tulobuterol ist in Deutschland in Form eines Sirups zur oralen Verabreichung auf dem Markt. Orale Darreichungsformen sollten nur angewendet werden, wenn eine zielgerichtete topische Verabreichung eines anderen β2-Sympathomimetikums nicht möglich ist. Bei einer Dauerverabreichung sollte eine entzündungshemmende Co-Medikation erfolgen.

### Gegenanzeigen (Kontraindikationen)
Tulobuterol darf nicht bei einer bekannten Überempfindlichkeit gegen diesen Wirkstoff eingesetzt werden. Ein frischer Herzinfarkt sowie Tachykardien mit und ohne Arrhythmien gelten ebenso als Kontraindikation.

### Wechselwirkungen mit anderen Medikamenten
Auf Grund der Kaliumspiegel-senkenden Wirkung von Tulobuterol kann eine verstärkte Wirkung herzwirksamer Glykoside auftreten.

### Anwendung während Schwangerschaft und Stillzeit
Es liegen keine ausreichenden Anwendungsdaten während der Schwangerschaft und der Stillzeit vor. Es kann angenommen werden, dass Tulobuterol in die Muttermilch übergeht.

### Unerwünschte Wirkungen (Nebenwirkungen)
Beobachtete Nebenwirkungen betreffen insbesondere das Herz-Kreislauf-System, das Nervensystem, den Magen-Darm-Trakt, den Blutzucker- und Elektrolythaushalt und die Skelettmuskeln. Am häufigsten treten Tremor, Übelkeit, Kopfschmerzen, Schwindel und Palpitationen auf. Diese Nebenwirkungen sind zumindest teilweise reversibel.
Unter der Therapie mit Tulobuterol können, wie unter der Therapie mit anderen Beta-Sympathomimetka, Herz-Kreislauf-Nebenwirkungen, wie Senkung oder Steigerung des Blutdrucks, Palpitationen, Tachykardie, Arrhythmien und Angina Pectoris auftreten. Gastrointestinale Nebenwirkungen schließen Magenbeschwerden und Erbrechen ein. Tulobuterol kann zu einer Verringerung des Kaliumblutspiegels (Hypokaliämie) und zu einer Erhöhung des Blutzuckerspiegels (Hyperglykämie) führen. Des Weiteren können Überempfindlichkeitsreaktionen, Kopfschmerz, Nervosität, Schwitzen, Schwindel, Übelkeit, Tremor, Hyperaktivität, Schlafstörungen, Halluzinationen, Muskelschmerzen und Muskelkrämpfe auftreten.

## Pharmakologische Eigenschaften

### Wirkungsmechanismus (Pharmakodynamik)
Tulobuterol ist ein Arzneistoff aus der Gruppe der β2-Sympathomimetika. Über eine Stimulation von β2-Adrenozeptoren führt Tulobuterol zu Relaxation der glatten Muskulatur und somit zu einer Erweiterung der Atemwege. Gleichzeitig führt Tulobuterol jedoch zu einer Erweiterung der Blutgefäße und somit reflektorisch zu einer Steigerung der Herzfrequenz.

### Aufnahme und Verteilung im Körper (Pharmakokinetik)
Nach oraler Gabe wird Tulobuterol nahezu vollständig aus dem Dünndarm aufgenommen und liegt im Blut teilweise an Plasmaproteinen gebunden vor (ca. 30 %). Eine Verstoffwechslung von Tulobuterol erfolgt überwiegend in der Leber. Tulobuterol und seine Stoffwechselprodukte (Metabolite) werden überwiegend über die Niere ausgeschieden. Seine Plasmahalbwertszeit beträgt etwa drei Stunden, die seiner aktiven Metabolite neun bis zwölf Stunden.

## Chemie

### Stereochemie
Tulobuterol enthält ein Stereozentrum, es ist also chiral. Somit gibt es zwei Isomere, die (R)-Form und die (S)-Form. Die Handelspräparate enthalten ein Tulobuterol-Hydrochlorid als Racemat [1:1-Gemisch des (R)- und des (S)-Stereoisomeres].

### Synthese
Zur dreistufigen Synthese von racemischem Tulobuterol geht man von 2′-Chloracetophenon aus. Das Oxidationsprodukt 2-Chlorphenylglyoal wird mit tert-Butylamin zum Imin umgesetzt. Anschließend werden die Ketogruppe und die Iminfunktion mit Natriumborhydrid reduziert.

Synthese von Tulobuterol